# Bonansa
Bonansa est une commune espagnole appartenant à la province de Huesca (Aragon, Espagne) dans la comarque de la Ribagorce.

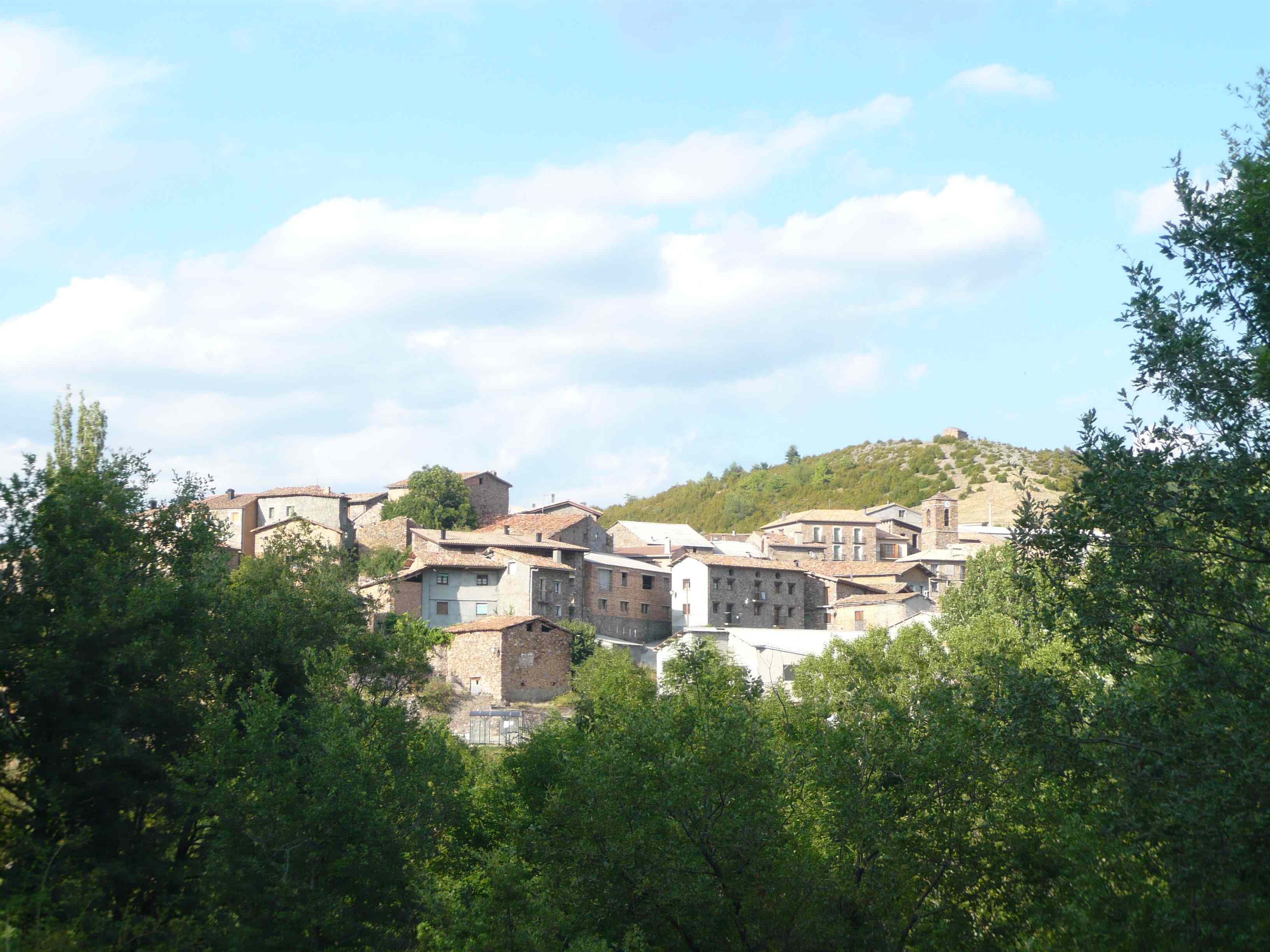
Bonansa

## Personnalités
- Marcelino Iglesias Ricou
- Joaquín Maurín Juliá